# نصف‌النهار ۱۷۷ درجه شرقی
نصف‌النهار ۱۷۷ درجه شرقی ۱۷۷مین نصف‌النهار شرقی از گرینویچ است که از لحاظ زمانی ۱۱ساعت و ۴۸دقیقه با گرینویچ اختلاف زمانی دارد.
این نصف‌النهار از قطب شمال شروع و از مناطق زیر گذشته و به قطب جنوب ختم می‌شود.
- روسیه
- اقیانوس آرام
- 🇫🇯 فیجی
- اقیانوس آرام
- 🇳🇿 نیوزیلند